# ملعب كرة مضرب

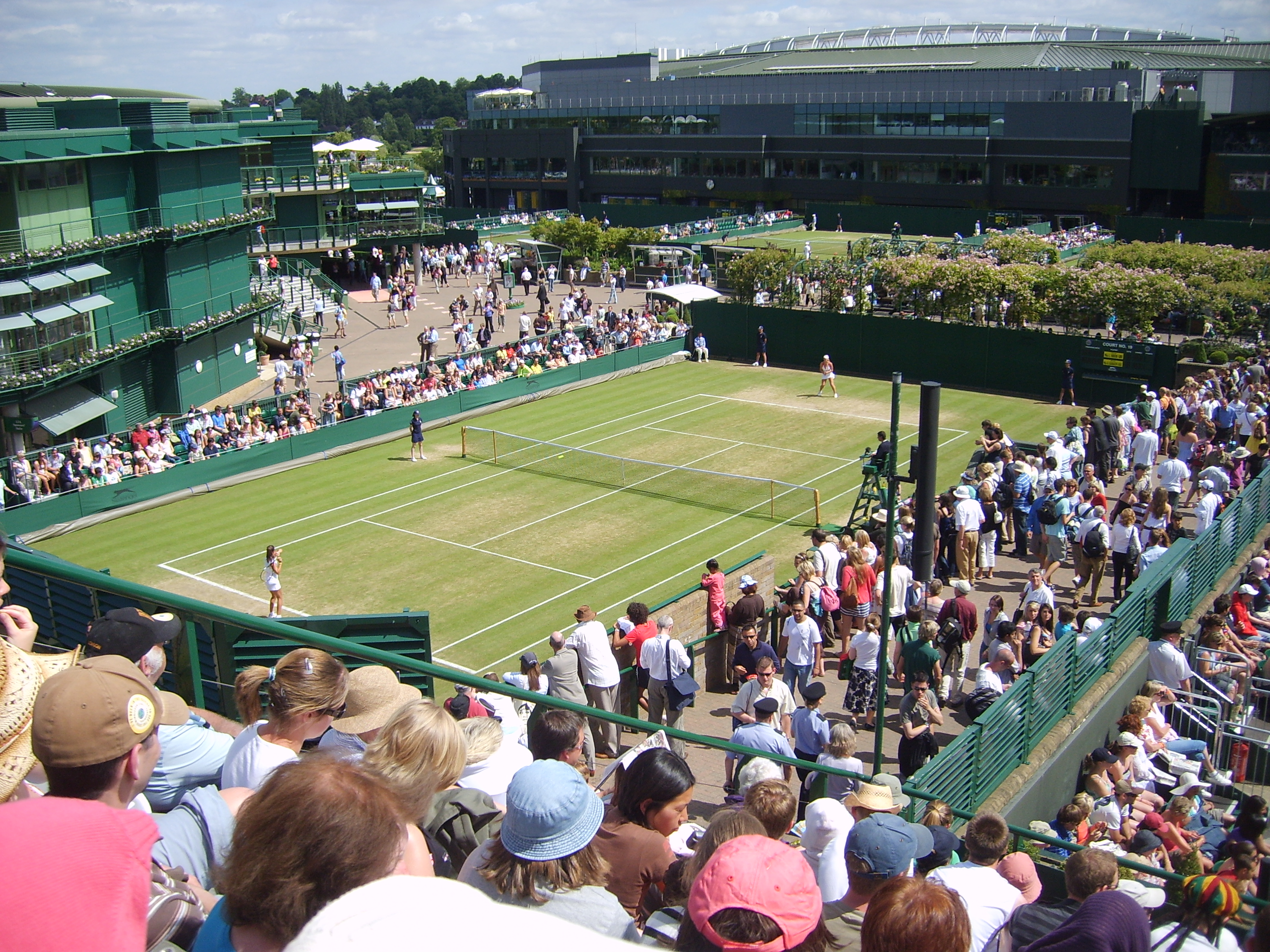

ملعب كرة المضرب، أو ملعب التنس، هو المكان الذي يخوضه فيه لاعبو كرة المضرب مبارياتهم.